# Мещеряков Валерій Федорович
Вале́рій Фе́дорович Меще́ряков (*11 січня 1947, Пелагіада — †11 липня 2002, Харків) — народний депутат України 1-го скликання, кандидат історичних наук.

## Біографія
Валерій Мещеряков народився 11 січня 1947 року в селі Пелагіада Російської РФСР, в російській родині.
Після завершення середньої школи Валерій Мещеряков у 1965 році поступив на історичний факультет Харківського державного університету імені Максима Горького (ХДУ). У 1970 році він був прийнятий до аспірантури на кафедрі історії давнього світу та археології ХДУ. Згодом Валерій Мещеряков працював вже викладачем цієї кафедри, а з 1983 до серпня 1994 року очолював її.
Напередодні виборів до Верховної ради УРСР в березні 1990 року трудовий колектив 7-ї дитячої лікарні міста Харкова висунули Валерія Мещерякова кандидатом на посаду Народного депутата України від харківського виборчого округу № 366 («Вузівський»). У другому турі, який відбувся 18 березня, Валерій Мещеряков набрав 56,63 % голосів виборців і отримав таким чином депутатський мандат, який він обіймав до травня 1994 року. У Верховній Раді він входив до групи «За соціальну справедливість». Крім того Валерій Мещеряков працював у Комісії з питань державного суверенітету, міжреспубліканських та міжнаціональних відносин.
Незабаром член КПУ Валерій Мещеряков ступив до лав «Демплатформи в КПРС», новоствореної ліберальної фракції у складі правлячої партії Радянського союзу. Ще пізніше він став членом Партії демократичного відродження України (ПДВУ), яка була заснована активістами Демплатформи. Але згодом Валерій Мещеряков залишив ПДВУ і став позапартійним.
16 травня у Донецьку був проведений з'їзд, на якому було прийнято рішення створити нову організацію російськомовної меншини України — Громадянський конгрес України (ГКУ), одним з тимчасових співголів якого став Валерій Мещерякова. 3 жовтня того ж року відбувся другий з'їзд, на якому Громадянський конгрес України був створений офіційно. Одним зі співголів ГКУ знову став Валерій Мещеряков. Також було прийнято рішення створити на основі ГКУ дві партії — партію «Громадянський союз» та економічно спрямовану Партію праці. В розбудові останньої Валерій Мещеряков брав активну участь і став членом її політради.
На парламентських виборах 1994 року Валерій Мещеряков знову змагався за депутатське крісло, цього разу в Радянському виборчому окрузі (№ 376). У першому турі 27 березня він посів друге місце (13,70 % голосів) і вийшов до другого туру. Але 31 березня Валерій Мещеряков зняв свою кандидатуру і його опонент Володимир Гриньов був обраний на безальтернативній основі.
Замість мандата в українському парламенті Валерій Мещеряков вдруге пройшов до Харківської обласної ради, де був обраний заступником Голови.
2 листопада 1995 Валерій Мещеряков був призначений заступником голови Харківської обласної державної адміністрації. Цю посаду він обіймав до листопада 2000 року. Після цього Валерій Мещеряков працював проректором Харківського національного університету імені Василя Каразіна з навчально-виховної роботи та міжнародних зв'язків.
Валерій Мещеряков помер 11 липня 2002 року в Харкові. Його поховали на Алеї почесних поховань Харківського меморіального кладовища № 13.